# Sandro de América
Roberto Sánchez, também conhecido como Sandro de América (Buenos Aires, 19 de agosto de 1945 - Mendoza, 4 de janeiro de 2010) foi um cantor argentino, muito popular na América Latina.

## Filmografia
1. 1967: Tacuara y Chamorro, pichones de hombres
2. 1969: Quiero llenarme de ti
3. 1969: La vida continúa
4. 1970: Gitano
5. 1970: Muchacho
6. 1971: Siempre te amaré
7. 1971: Embrujo de amor
8. 1971-1972: El corazón y la rosa (documental de Sandro)
9. 1972: Destino de un capricho (1972)
10. 1973: El deseo de vivir (1973)
11. 1974: Operación Rosa Rosa (1974)
12. 1976: Tú me enloqueces (1976)
13. 1980: Subí que te llevo (1980)
14. Sandro de Película (sólo musicales)
15. Sandro por siempre (DVD: con canciones de sus films)